# Убийвовк Олена Костянтинівна

Пам'ятник «нескореній полтавчанці» в Полтаві

Убийво́вк Оле́на Костянт́инівна, Ляля Убийвовк (нар.22 листопада 1918 — †26 травня 1942) — Герой Радянського Союзу, в часи німецько-радянської війни — підпільниця, керівниця комсомольської молодіжної організації «Нескорена полтавчанка».

## Біографія
Народилася 22 листопада 1918 року в Полтаві в сім'ї лікаря. У 1937 році закінчила з відзнакою середню школу № 10 (нині — полтавська загальноосвітня школа № 10 імені В. Г. Короленка). Працювала в рідній школі піонервожатою. Того-таки року вступила на астрономічне відділення фізико-математичного факультету Харківського університету. Улітку 1941 року, після закінчення 4-го курсу університету, перед самим початком німецько-радянської війни, приїхала в Полтаву до батьків.
Війна застала Лялю (так її називали рідні і друзі) в Полтаві. Після того, як місто окупували німецькі війська, Убийвовк створила підпільну групу «Нескорена полтавчанка». Разом із товаришами вона збирала зброю, «вела антифашистську агітацію» серед жителів Полтави. Підпільникам удалося встановити зв'язок із партизанським загоном.
6 травня 1942 року заарештовано всіх найактивніших учасників групи. Серед них була й Ляля Убийвовк. Лялю катували й допитували 26 разів. Після жорстоких тортур її розстріляно разом із п'ятьма іншими підпільниками за міським цвинтарем у Полтаві 26 травня 1942 року.
Указом Президії Верховної Ради СРСР від 8 травня 1965 року Убийвовк Олені Костянтинівні «за мужність і героїзм, проявлені в боротьбі з німецько-фашистськими окупантами» присвоєно звання Героя Радянського Союзу (посмертно).

## Ушанування пам'яті
На фасаді будинку середньої школи № 10 на вулиці Юліана Матвійчука, де в 1927–1937 роках навчалася Ляля Убийвовк, встановлено меморіальну дошку. Її ім'ям названо одну з вулиць Полтави та Харкова, а 28 жовтня 1967 на честь «нескореної полтавчанки» встановлено гранітного монумента.
Також на її честь названо астероїд головного поясу — 2164 Ляля.
У 2013 році засновано премію Полтавської обласної ради імені Лялі Убийвовк, 22 листопада у школі № 10 імені В. Г. Короленка нагороджено перших лауреатів.
Учитель школи № 10 міста Полтави Антон Мартинов створив перший в історії документальний фільм, присвячений діяльності групи «Нескорена полтавчанка» — «Молодість проти війни».
Восени 2013 року за розпорядженням міського голови Харкова Генадій Кернес було демонтовано Алею Слави в центрі міста біля Дзеркального струменя, де було встановлено, зокрема, й погруддя Лялі Убийвовк.
9 жовтня 2023 року у селі Мачухи вулицю Убийвовк перейменували на вулицю Івана та Юрія Лип.